# Bunny Luv
Bunny Luv (född 12 september, 1979 i Sacramento, Kalifornien) är en amerikansk porrskådespelerska. Hon gjorde sina första scener 1999 (19 år gammal) i filmer som Barely Legal 1 och Up And Cummers 68. Hon har också gjort många scener med Dayton Rain, Ashley Blue och Devan Sapphire.
Under senare år har hon nästan helt sluta med att själv uppträda i filmer, hon är numera först och främst regissör och manusförfattare av porrfilmer (under aliaset Celeste). Hon jobbar exklusivt för Digital Playground.

## Filmer

### Som medverkande (urval)
- Anabolic Initiations 1
- Barely Legal On Vacation
- Bella's Perversions 2
- Ten Little Angels
- Villa

### Som regissör
- Devon: Decadence
- Devon: Decadence
- Devon: Erotique
- Mrs. Behavin'
- Posh Kitten
- Story Of J
- Teagan: All-american Girl
- Teagan: Erotique
- Way Of The Dragon